# حدیث ریان بن شبیب
رواية الريان بن شبيب عن الإمام علي بن موسى الرضا. من أشهر الروايات في الخصوص العزاء على الإمام الحسين بن علي (عليه السلام) ذكرها معظم اصحاب المقاتل في سياق حادثة كربلاء. تبدأ هذه الرواية بذكر حرمة القتال في الأشهر المحرمة، وتستمر بالإشارة إلى قتلة الحسين بن علي(عليهِ السلام) في شهر محرم - كأحد الأشهر الحُرم. بحسب هذه الرواية، فقد أجرى الريان بن شبيب حديثاً مع الإمام علي بن موسى الرضا بعد لقائه به في اليوم الأول من المحرم. ويشير الإمام في هذا الحديث إلى أهمية هذا اليوم، والأحداث والأفعال التي تجري في هذا اليوم، مثل دعاء نبي الله زكريا ان يرزقه بذرية فاستجاب الله له دعائه، وهو ما ينبغي مراعاته، ويذكر في الحديث معركة كربلاء وخصائصها. ويشير الإمام إلى ضرورة إحياء الشعائر الحسينية في هذا اليوم، وبالجملة المشهورة «يابن شبيب ان كنت باکیا لشيء فابك للحسین» يذكر بلزوم واهمیة العزاء علی الإمام الحسین بن علي (عليه السلام). وفي نهاية الرواية يتطرق الإمام إلى الأحداث التي وقعت بعد إستشهاد الحسين (عليه السلام). ومنها بكاء الأرض والسماوات السبع على الحسين بن علي (عليه السلام) ونزول الملائكة من السماء إلى الأرض والطواف إلى قبره ومطر الدم والتربة الحمراء. يذكر علي بن موسى الرضا في هذا المقطع بكاء كائنات الأرض والسماوات السبع على الحسين بن عَلي ونزول الملائكة من السماء إلى الأرض لزيارة قبره ومطر الدم وإمطارها تربةً الحمراء. وبحسب هذا الجزء من الرواية، فإن اول من ردد شعار يالثارات الحسين كانوا من الملائكة الذين أرادوا نصر الحسين (عليه السلام) فلم يُوفقوا.

## دراسات الحديث
في جزء من الرواية، أشار علي بن موسى الرضا إلى أجر عظيم لمشيعي الحسين بن علي، واعتبر أجر زيارة قبر الحسين بن علي تنقية من الذنوب.

### الشك في محتواه
محمد باقر بهبودي - معلق ومصحح لجزء من بحارالانوار - ومعروف الحسني، قد أخذ في الاعتبار مثل هذه الروايات التي تظهر مكافآت كبيرة في وصف المُعزين الحُسينيين وقدم الحجج لتبريرها. اعتبر معروف الحسني هذه الروايات ضعيفة ومرفوضة لمضمونها. وبحسبه فإن الإقصاء الفكري لهذه المكافآت دليل على أن السرد مزيف. اعتبر محمد باقر بهبودي أيضًا أن هذه المكافآت ذات صلة ومحدودة بوقت وشروط السرد. ووفقا له، في وقت هذه الأحاديث، كان أي حداد على حسين بن علي ممنوعًا، وكانت الحكومات تتعامل مع أي حداد على حسين بن علي ورفاقه بالتحيز. في هذه الحالة، قصد أئمة الشيعة، من خلال تقديم مكافآت كبيرة لمثل هذا الحداد، إقناع الناس بإحياء الشعائر الحسينية. لذلك، كانت مثل هذه المكافآت للمواقف الصعبة .

### مقتولین من بنی‌هاشم
قال الإمام علي بن موسی الرضا فی هذه الروایة، عدد المقتولين من بني هاشم فی معرکة كربلاء هم ثمانية عشر شخصا. وقال شیخ مفید فی الارشاد، عدد القتلى هُم سبعة عشر شخصا .

### حرمة شهر المحرم
كان لشهر محرم حرمة ومكانة خاصة عند العرب الجاهليين، ومع ظهور الإسلام في الجزيرة العربية شرعت هذا الشهر الحرام مثل الأشهر الثلاثة الأخرى. كان العرب قد وعدوا أنفسهم بأنهم لن يهاجموا والدهم إذا وجدوا قاتله خلال هذه الأشهر الأربعة المحرمة  بسبب هذه القداسة والمكانة، أخر علي بن أبي طالب معركة صفين حتى نهاية آخر شهر ممنوع (محرم). إلا أن بعض فقهاء السنة يعتبرون حكم حرمة الحرب والقتال في الأشهر المحرمة حكما باليا. ومن بين هذه القبيلة، قتادة، زهري وعطا الخراساني أن يستنتج حرمة الشهر الحرام مثل معلقون آخرون من خلال الآية 217 من سورة البقرة ولكن يعتبر هذا الحكم عفا عليها الزمن من الآية 5 من سورة التوبة 

## سند الحديث
نقل حديث الريان بن شبيب، الشيخ الصدوق في عيون أخبار الرضا و الأمالي. وقد روى هذه الرواية الشيخ الحر العاملي والسيد بن طاوس ایضا. يروي الشيخ الصدوق الرواية بطريقه : "عن محمد بن علي ماجيلويه عن علي بن إبراهيم عن أبيه عن الريان بن شبيب عن الإمام علي بن موسى الرضا.." وكان الشيخ الصدوق نفسه، باعتباره الراوي الأول للرواية، من أكثر علماء الشيعة موثوقية، ومن بين مؤلفاته كتابان من الكتب الأربعة. أما محمد بن علي ماجيلويه، الذي روى عنه الصدوق العديد من الروايات، قد تم توثيقه من قبل عالم رجال شيعي مثل السيد أبو القاسم الخوئي، على الرغم من عدم وجود تحديد في المصادقة. وسبب توثيقه رواية الشيخ الصدوق عنه بكثرة. أما "علي بن إبراهيم" راوي آخر في طريق السند، شهد له النجاشي والحلي والسيد الخوئي بالوثاقة. وذُكر أيضا أن "إبراهيم بن هاشم" من أصحاب الإمام علي بن موسى الرضا، وقد اعتبر اغلب العلماء أحاديثه حسنة لقلة إيضاحها إلا أن السيد بن طاووس اعتبره ثقةً من أصحاب الإجماع والحلي والسيد بحر العلوم وابن قولويه دون أن يذكروا الإجماع.

## هامش
1. ↑  کاشفی، حسین بن علی (۱۳۸۸). روضة الشهدا. عبدالرحیم عقیلی بخشایشی. قم: نوید اسلام. ص 443
2. ↑  مدرس تبریزی، محمدعلی (۱۳۶۹). ریحانة الادب فی تراجم المعروفین بالکنیه او اللقب. تهران: کتابفروشی خیام. ج8 ص 46
3. 1 2 3 4 5 6  عمرانی، سید مسعود (۱۳۹۵). «بررسی سندی و دلالی حدیث ریان بن شبیب پیرامون عزاداری» (PDF). آیت بوستان. اول (ثانی)
4. ↑  فیاضی، محمدانور؛ جباری، محمدرضا (۱۳۹۰). «نمادهای اجتماعی شیعه در عصر حضور» (PDF). تاریخ اسلام در آینه پژوهش. هشتم (بیست و نهم): ۱۳۷–۱۶۴.
5. ↑  عبادی، علی حمود (۱۴۳۴). أجوبة الشبهات حول شعائر الحسینی (به عربی). تهران: مشعر. ص 71
6. ↑  کریمی، حسین (۱۳۸۷). اعتبار زیارت عاشورا. اول. قم: مرکز فقهی ائمه اطهار ع. ص 90-88
7. ↑  ابوالفتوح رازی، حسین بن علی (۱۳۷۶). روض الجنان و روح الجنان فی تفسیر القرآن. به کوشش محمدجعفر یاحقی. مشهد: آستان قدس رضوی. ج 9 ص 238
8. ↑  طباطبایی حکیم، محمدسعید (۱۴۳۴). فاجعة الطف (به عربی). نجف: مؤسسة الحکمة للثقافة الاسلامیة. ص82
9. ↑  کاشانی، فتح‌الله (۱۳۳۶). تفسیر منهج‌الصادقین فی الزام المخالفین. به کوشش ابوالحسن شعرانی. تهران: چاپخانه محمدحسن علمی. ج 4 ص 267
10. ↑  خدامیان آرامی، مهدی (۱۳۸۹). الصحیح فی فضل الزیارة الحسینیه (به عربی). مشهد: بنیاد پژوهش‌های اسلامی. شابک ۹۷۸-۹۶۴-۹۷۱-۴۲۹-۵. ص 88